# Crocidura caudipilosa
Crocidura caudipilosa ist eine Art der Spitzmäuse aus der Gattung der Weißzahnspitzmäuse (Crocidura). Sie kommt weit verstreut über Sulawesi vor und bewohnt sowohl tiefer gelegene tropische Regenwälder als auch höhere feuchte Bergwälder. Es handelt sich um eine schlanke Spitzmaus, deren besonderes Kennzeichen der dicht behaarte Schwanz darstellt. Über die Lebensweise der Tiere liegen kaum Informationen vor, einzelnen Beobachtungen zufolge könnten sie teils baumbewohnend sein. Die Art wurde im Jahr 2019 wissenschaftlich eingeführt.

## Merkmale

### Habitus
Crocidura caudipilosa ist ein schlanker Vertreter der Weißzahnspitzmäuse. Die Gesamtlänge der Tiere variiert zwischen 14,5 und 18,3 cm, davon nimmt der Schwanz 7,9 bis 9,8 cm ein. Er weist somit 100 bis 120 % der Länge des restlichen Körpers auf. Im Vergleich mit anderen Weißzahnspitzmäusen von Sulawesi ist der Schwanz eher mittellang. Das Körpergewicht schwankt von 6,5 bis 12 g. Das Körperfell zeigt auf dem Rücken eine gräulich braune Farbgebung, die Unterseite ist etwas heller gefärbt. Die Haare werden im Durchschnitt 4 bis 7 mm lang, können bei Individuen aus Höhenlagen über 2000 m auch länger sein. Die Rückenhaare haben graue Basen und kurze braune Spitzen, die Bauchhaare hingegen sind an der Basis mittelgrau und an der Spitze durchscheinend. Dadurch bekommt das Fell einen insgesamt silbrigen Glanz. Die Farbgebung des Fells erinnert ein wenig an die Schlanke Weißzahnspitzmaus (Crocidura elongata) und die Temboan-Weißzahnspitzmaus (Crocidura rhoditis), alle anderen Vertreter der Gattung Crocidura von Sulawesi sind dunkler gefärbt. Der Schwanz ist zweifarbig mit einer braunen Tönung oben und einer grauen unten. Hervorgerufen wird dies durch die rund 2 mm langen, dicht angelegten Haare, die den gesamten Schwanz bedecken und deren braune Basen auf der Schwanzrückenseite ausgedehnter sind als auf der Schwanzunterseite. Die Spitze des Schwanzes ist silbrig. Vereinzelt durchsetzen 7 bis 10 mm lange borstige Haare das Schwanzfell. Diese haben teils braune Basen und durchscheinende Spitzen oder sind auf ganzer Länge durchscheinend. Die dichte und vor allem vergleichsweise lange Schwanzbehaarung unterscheidet Crocidura caudipilosa von anderen Weißzahnspitzmäusen der Sunda-Inseln und der Philippinen. Die Füße zeigen auf der Rückenseite eine dunkelbraune Kolorierung, während die Zehen heller und die Krallen durchscheinend sind. Letztere werden von einem Büschel aus unpigmentierten Haaren umgeben. Die Fußsohlen sind typisch für Weißzahnspitzmäuse schuppig und von großen, heller gefärbten Lederpolstern bedeckt. Am Hinterfuß übertrifft das Polster des großen Zehs (Thenar) jenes der gegenüberliegenden Seite (Hypothenar), am Vorderfuß haben beide etwa die gleichen Ausmaße. Der Hinterfuß weist Längen von 15 bis 19 mm auf. Die Schnauze ähnelt der der anderen Weißzahnspitzmäuse. Es kommen hier zahlreiche Vibrissen vor, deren Längen an der Oberlippe 5 bis 23 mm beträgt. An den Wangen sind sie kürzer und am Kinn kaum länger als 5 mm. Die Ohrlänge variiert zwischen 8 und 13 mm.

### Schädel- und Gebissmerkmale
Der Schädel ist schlank gebaut mit einer Gesamtlänge von 19,6 bis 22,2 mm und einer Breite am Hirnschädel von 9 bis 9,9 mm. In Seitenansicht verläuft die Stirnlinie eher gerade mit einer leichten Eindellung über der Orbita. Die Zwischenaugenregion verengt sich nach vorn deutlich, ist aber generell relativ breit. Der Hinterhauptswulst ist stärker entwickelt als der Scheitelkamm, der sich nur schwach andeutet. Die Kieferhöhle formt einen flachen Bogen beidseitig der Hirnkapsel. Sie wird durch eine kleine Öffnung nur 1 mm unter der Bogenspitze angezeigt. Auf der Schädelunterseite ist der Gaumen schmal ausgebildet. Am Unterkiefer erhebt sich ein hoher Kronenfortsatz, der in Seitenansicht die Form eines breiten, nahezu gleichschenkeligen Dreiecks aufweist. Das Gebiss ist weniger robust gebaut als bei anderen Weißzahnspitzmäusen von Sulawesi. Es besteht aus 28 Zähnen mit folgender Zahnformel: {\displaystyle {\frac {3.1.1.3}{2.1.0.3}}} Die beiden hinteren oberen Schneidezähne, der hintere untere Schneidezahn sowie der obere und untere Eckzahn sind jeweils einspitzig gebaut. In der oberen Zahnreihe übertrifft der dritte Schneidezahn leicht den zweiten an Höhe, was in etwa der Schlanken Weißzahnspitzmaus und der Temboan-Weißzahnspitzmaus entspricht, aber von der Kleinen Schwarzfuß-Weißzahnspitzmaus (Crocidura lea) mit ihrem deutlich größeren hintersten Schneidezahn abweicht. Die vordere Scherkante (Parastyl) des oberen Prämolaren kontaktiert den Eckzahn nur leicht. Die obere Zahnreihe ist 8,6 bis 9,7 mm lang, die Backenzähne beanspruchen davon 4,5 bis 5,1 mm.

## Verbreitung
Crocidura caudipilosa kommt endemisch auf Sulawesi vor, hat dort aber eine weit gestreute Verbreitung. Es sind knapp ein Dutzend Fundstellen belegt, die sich auf die Provinzen Sulawesi Tengah (Zentral-Sulawesi), Gorontalo, Sulawesi Barat (West Sulawesi), Sulawesi Selatan (Süd-Sulawesi) und Sulawesi Utara (Nord-Sulawesi) verteilen. Die Art kommt dort in Höhenlagen von 500 bis 2300 m vor. Die Art bewohnt dadurch sowohl tropischen Regenwälder des Tieflands feuchte Bergwälder. Möglicherweise ist sie auf Waldlandschaften beschränkt, es sind jedoch bisher nur wenige offene Gebiete untersucht worden.

## Lebensweise
Über die Lebensweise von Cocidura caudipilosa liegen nur wenige Informationen vor. Die Tiere leben am Boden, können aber offensichtlich auch in Bäumen klettern, da ein Individuum in 1,5 m Höhe gefangen wurde. Eine teils baumkletternde Lebensweise (scansorial) wird für einige Arten der Weißzahnspitzmäuse mit ausgesprochen langem Schwanz angenommen, direkte Nachweise in der Natur sind aber selten.

## Systematik
Crocidura caudipilosa ist eine Art aus der Gattung der Weißzahnspitzmäuse (Crocidura) aus der Familie der Spitzmäuse (Soricidae). Der formenreichen Gattung werden mehr als 200 Arten zugewiesen, womit sie die vielfältigste innerhalb der Spitzmäuse ist. Molekulargenetischen Befunden zufolge ist sie aber möglicherweise paraphyletisch, da einige Formen wie die Gescheckte Wüstenspitzmaus (Diplomesodon) und die Kongo-Wimperspitzmäuse (Paracrocidura) tief in Crocidura eingebettet sind. Es können verschiedene Kladen unterschieden werden, so eine asiatische, eine afrotropische, eine west-paläarktische und eine altweltliche mit verschiedenen eurasischen und afrikanischen Arten. Die Weißzahnspitzmäuse sind vermutlich der jüngste Zweig innerhalb der stammesgeschichtlichen Entwicklung der Spitzmäuse. Der Großteil der Vertreter kommt heute in Afrika vor, ein weiterer, nicht unerheblicher Anteil in Asien. Der Ursprung der Crocidura-Linie ist wahrscheinlich in Eurasien zu finden, wo sie sich vor rund 8 bis 6,8 Millionen Jahren von den übrigen Linien abtrennte und von hier aus wohl die anderen heutigen Verbreitungsgebiete besiedelte.
Von Sulawesi wurden bisher rund ein halbes Dutzend an Arten beschrieben. Es handelt sich hierbei um die Schlanke Weißzahnspitzmaus (Crocidura elongata), die Kleine Schwarzfuß-Weißzahnspitzmaus (Crocidura lea), die Kleine Sulawesi-Weißzahnspitzmaus (Crocidura levicula), die Musser-Weißzahnspitzmaus (Crocidura musseri), die Schwarzfuß-Weißzahnspitzmaus (Cricdura nigripes) und die Temboan-Weißzahnspitzmaus (Crocidura rhoditis). Bis auf die Schwarzfuß-Weißzahnspitzmaus, die zur asiatischen Klade gehört, bilden die anderen Formen einen Teil der altweltlichen Linie und sind den genetischen Daten zufolge näher miteinander verwandt. Sie formen daher eine lokale Radiationgruppe auf der Insel. In diese gehört auch Crocidura caudipilosa hinein, die sich als näher verwandt mit der Temboan-Weißzahnspitzmaus erwies, eventuell auch mit der Kleinen Schwarzfuß-Weißzahnspitzmaus. Wahrscheinlich verbergen sich in den bereits bekannten Formen verschiedene kryptische Arten. Crocidura caudipilosa selbst besitzt nur eine geringe genetische Variationsbreite und hat sich daher wohl in relativ junger Zeit über die Insel ausgebreitet. Eine engere Beziehung der Sulawesi-Gruppe könnte zur Java-Weißzahnspitzmaus (Crocidura maxi) bestehen.
Die wissenschaftliche Erstbeschreibung von Crocidura caudipilosa erfolgte im Jahr 2019 durch Jacob A. Esselstyn und Kollegen. Der Vorstellung der neuen Art gingen intensive Feldforschungen voraus, die fast eine Dekade währten und bei denen an verschiedensten Stellen quer über Sulawesi Daten zu den Weißzahnspitzmäusen gesammelt wurden. Der Holotyp umfasst ein männliches Individuum, das im März 2013 am Berg Dako in Zentral-Sulawesi in 513 m Höhe aufgefunden worden war. Die Region bildet das Typusgebiet der Art. Der Artname caudipilosa leitet sich vom lateinischen Wort cauda für „Schwanz“ und dem griechischen Wort πιλος (pilos) für „Haar“ ab. Er bezieht sich somit auf den dicht behaarten Schwanz.